# Grand Ballon
Pour les articles homonymes, voir Ballon.
Le Grand Ballon (en allemand : Belchen, en alsacien : Belicha) est le point culminant du massif des Vosges, de la région Grand Est, de la Collectivité européenne d'Alsace et du département du Haut-Rhin. Il est situé à 25 km au nord-ouest de Mulhouse dont il domine visuellement l'agglomération.
Certains l'appellent encore Ballon de Guebwiller, du nom de la ville la plus proche, située à 8 km à l'est, à vol d'oiseau. Il s'élève à 1 424 mètres.

## Toponymie
Il est souvent appelé Ballon de Guebwiller, et parfois Ballon de Soultz ou Sultzer Belchen puisqu'il se trouve sur la limite occidentale du ban de Soultz. D'ailleurs, dans certaines communes allemandes, on trouve une rue du Ballon-de-Soultz. Cette particularité, géographique et historique est due au fait que la ville de Guebwiller est plus proche que celle de Soultz, et a même été confirmée par certains dictionnaires et référentiels. Mais dans les documents officiels, il s'agit bien du Ballon de Soultz[réf. nécessaire]. Bien que la partie sommitale fasse partiellement partie de la commune de Soultz via l'enclave de la commune de Soultz et la forêt reculée de Soultz, le Grand Ballon est géré conjointement par la communauté de communes de la région de Guebwiller et par la communauté de communes de la Vallée de Saint-Amarin. Autre particularité, le code postal est celui de la commune de Willer-sur-Thur.
Le toponyme « Ballon » a été attribué à la forme ronde du sommet traduite en allemand par « kopf ». Cependant, d'après les spécialistes, Ballon dériverait d'une ancienne racine celtique ou préceltique, « ball » signifiant « forêt ».

## Géographie

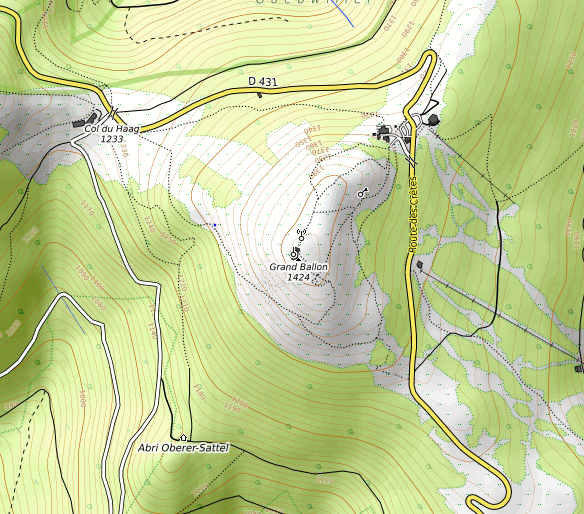
Carte topographique du Grand Ballon.

### Situation
Le Grand Ballon est situé dans le département du Haut-Rhin dans la collectivité européenne d'Alsace. Il est situé à 8 km à vol d'oiseau à l'ouest de Guebwiller et domine au nord la vallée de la Lauch, au sud celle de la Thur, affluents de l'Ill.
La route des Crêtes contourne le sommet par l'est, franchissant un col à l'altitude de 1 341 mètres, entre le Markstein et le Hartmannswillerkopf (Vieil Armand).
Depuis le sommet, doté d'une table d'orientation circulaire, on aperçoit au premier plan, en plaine, Mulhouse, Bâle, Fribourg-en-Brisgau, Colmar, et tout autour l'ensemble des Vosges, puis au second plan la Forêt-Noire et le Jura, et en arrière plan, par des conditions météo favorables, une vaste partie de la chaîne des Alpes, de l'Autriche et du Liechtenstein jusqu'au mont Blanc. La vue sur le massif du Mont-Blanc, situé à 229 km, est surtout possible entre octobre et mai et dans les meilleures conditions météo, peu d'humidité. On découvre théoriquement la partie supérieure du mont Blanc, à partir d'une altitude d'environ 3 500 mètres. Parmi les sommets visibles depuis le sommet du Grand Ballon figurent, en Valais, le Weisshorn, la dent Blanche et, dans l'Oberland bernois, le Finsteraarhorn, la Jungfrau, le Mönch, l'Eiger…
Il faut en effet tenir compte :
- de l'influence de la courbure terrestre, ici marquée ;
- du positionnement de l'obstacle, dans l'axe, par rapport aux deux points extrêmes ;
- de l'altitude dudit obstacle le plus pénalisant (pas forcément le plus haut), ici oscillant autour de 1 270 m, soit la montagne du Droit, mais pouvant atteindre 1 600 m au Chasseral, soit dans la direction de la partie ouest des Alpes du Valais et l'extrême est du massif du Mont-Blanc.

Ces trois paramètres particuliers ont pour effet d'occulter plus ou moins la base des sommets, en ce qui nous concerne ceux n'atteignant pas les 4 100 mètres d'altitude environ, dans les conditions de dégagement (côté observateur) les moins favorables.
Plus vers l'est, la barrière du Jura évoluant entre 1 445 mètres (Hasenmatt) et 1 300 m, puis 1 200 m, et avec le rapprochement du sujet (175 km), c'est-à-dire les Alpes bernoises, le « panorama vertical » alpin s'améliore, parfois dès 2 000 m d'altitude.
En outre, dans certaines conditions l'observateur peut bénéficier du phénomène de réfraction apportant un panorama de découverte meilleur que celui calculé de façon standard et donné à pur titre indicatif.

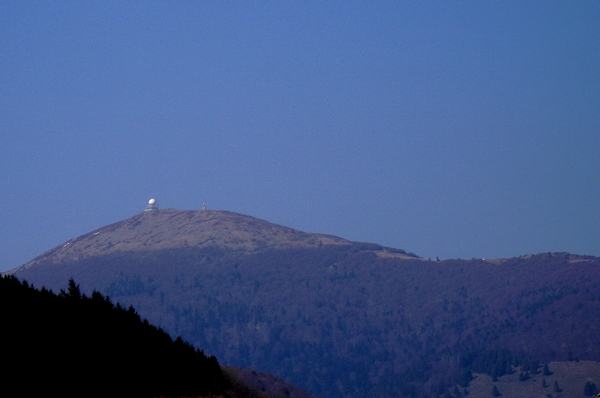
La face sud, depuis la vallée de la Thur.
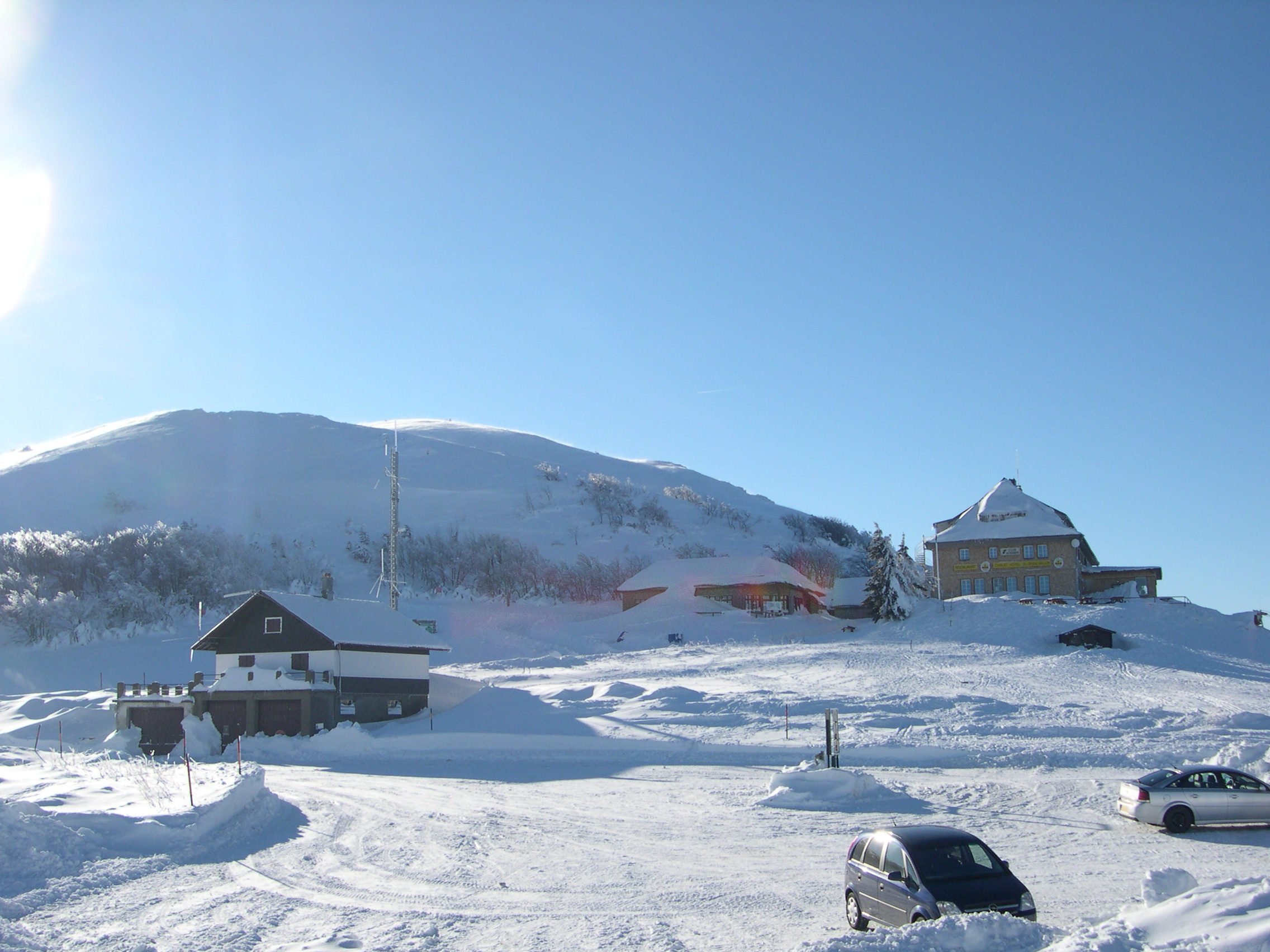
L'hiver. À droite l'hôtel du Club Vosgien.
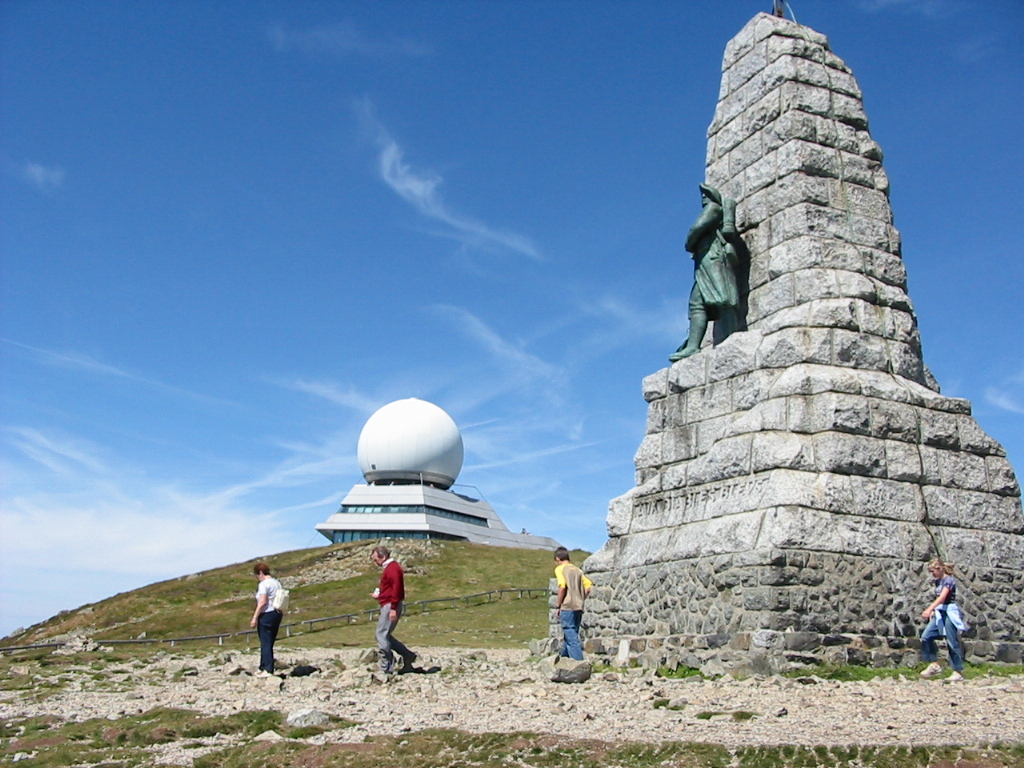
Radar et monument des Diables bleus.
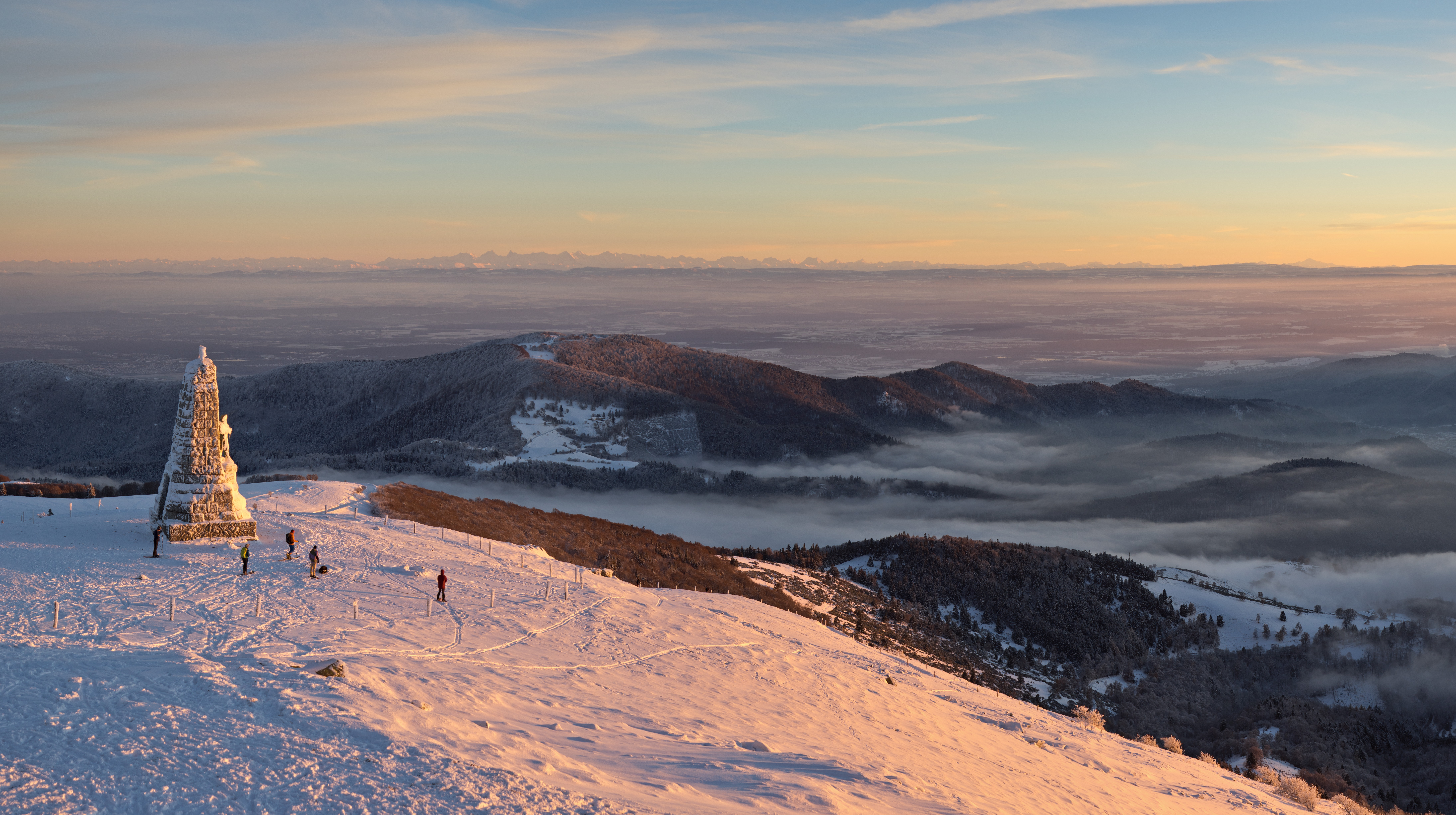
Vue depuis le Grand Ballon au sud-est jusqu'au Molkenrain. En arrière-plan les Alpes suisses. Au premier plan se trouve le monument des Diables bleus.

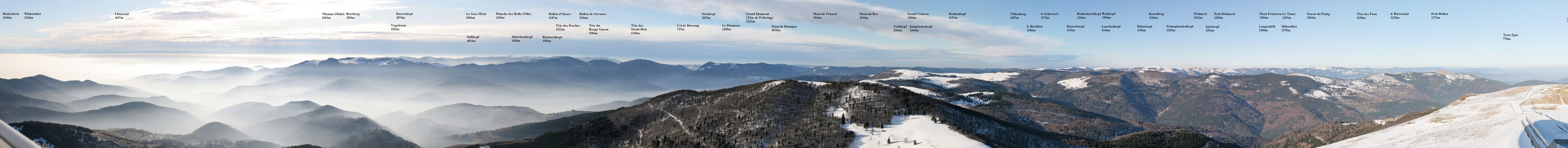
Panorama des Vosges depuis le sommet - 30 décembre 2008.
Panorama du sommet avec toponymie - 19 décembre 2007.

### Topographie
Avec ses 1 424 mètres d'altitude, le Grand Ballon est le plus haut sommet du massif des Vosges.

### Géologie

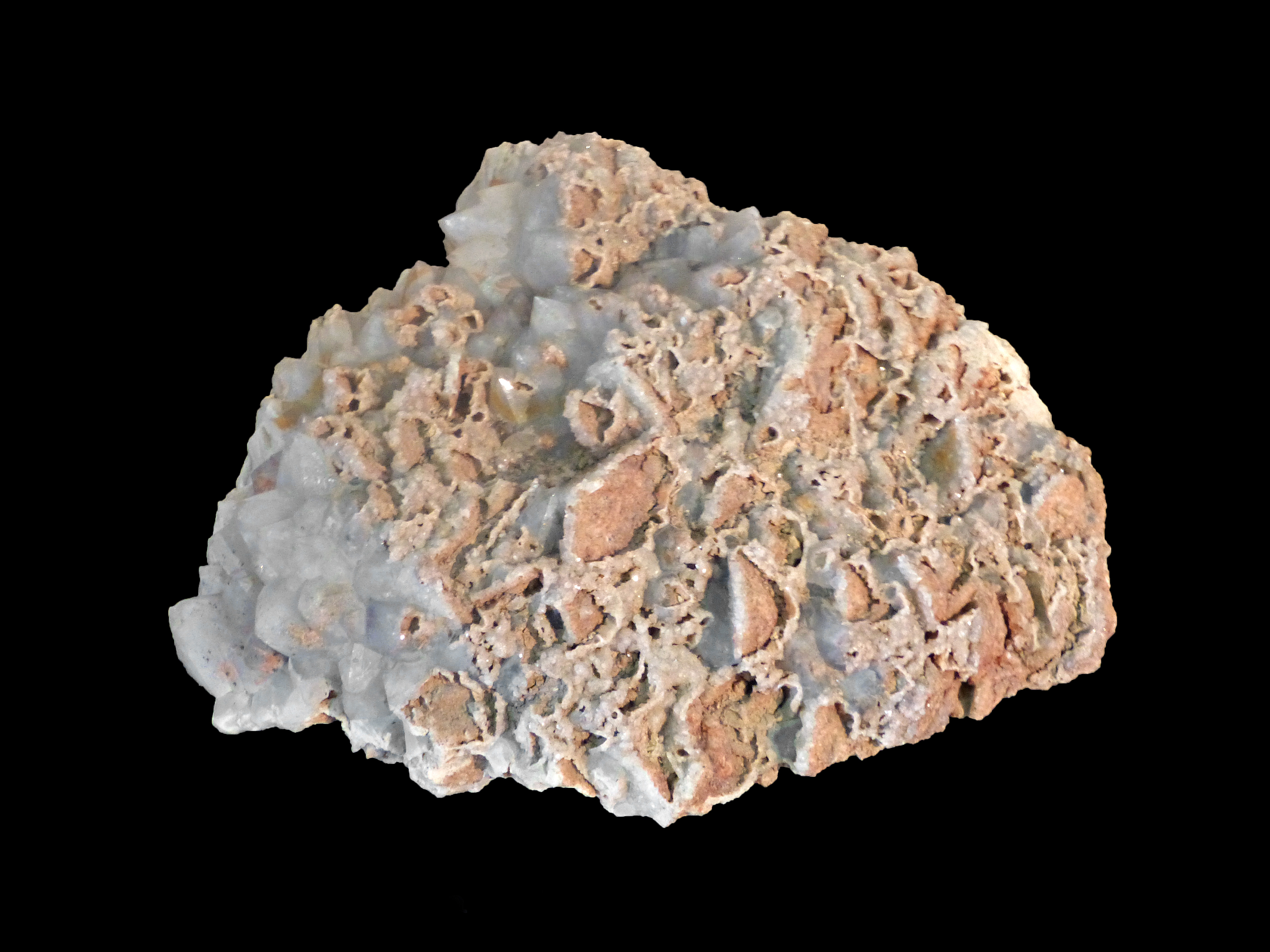
Quartz en lames du Grand Ballon au musée d'histoire naturelle et d'ethnographie de Colmar.

Les caractères pétrographiques du granite du Grand Ballon sont proches des granites des Vosges moyennes. Ayant une structure porphyroïde, ils apparaissent en une bande coudée.
Étant situé au sud du massif des Vosges, il fait partie de la partie du massif la plus fortement soulevée à l'ère tertiaire par suite du contrecoup alpin.

### Climat

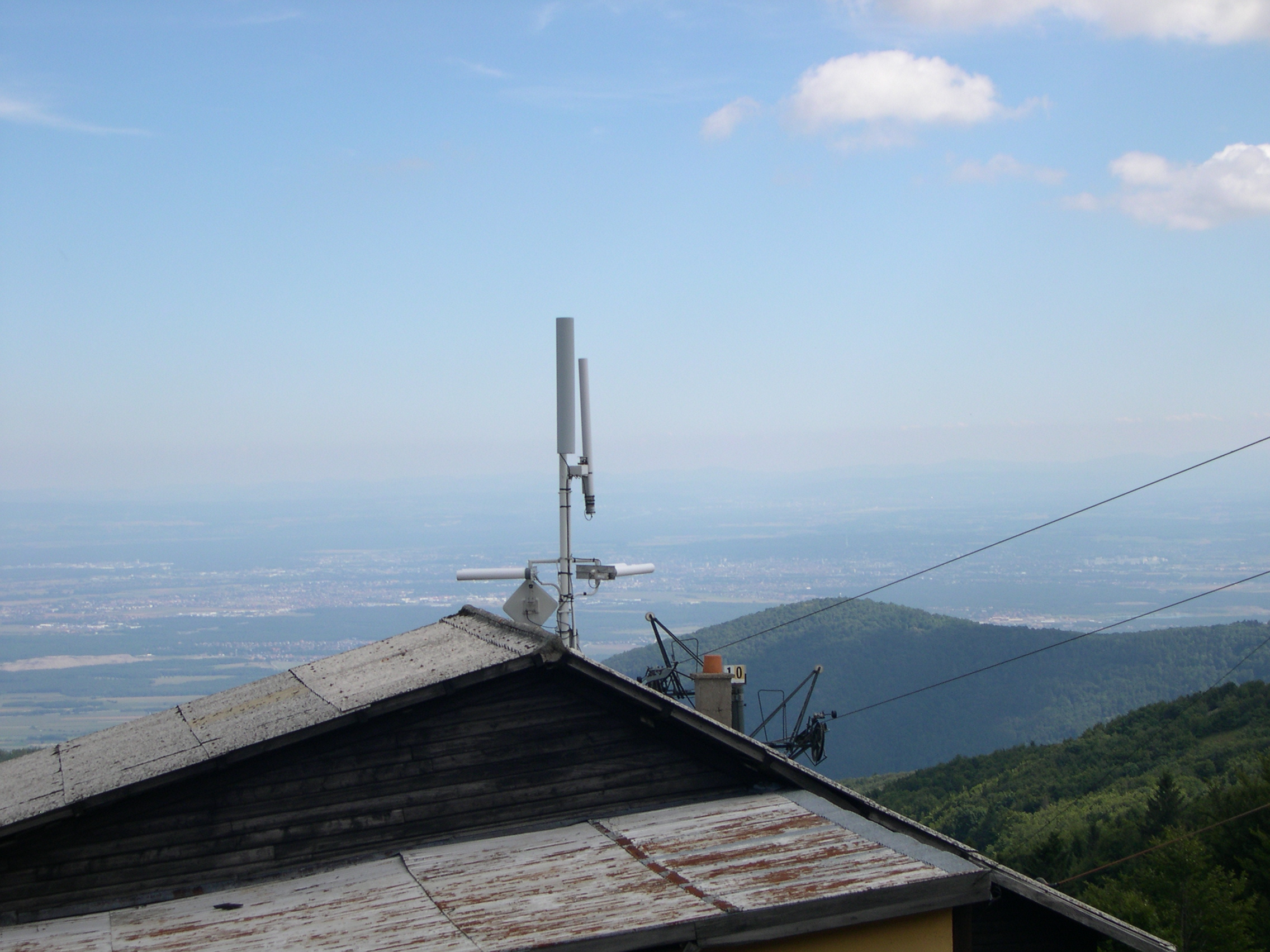
Relais radioamateur du G.B, 1315 mètres.

Le climat est de type montagnard. C'est généralement le point le plus froid et venteux de la région Grand Est avec le Hohneck (1 363 m). La température la plus basse a été atteinte le 12 février 2012 avec −31,2 °C, la plus élevée le 13 août 2003 avec 29 °C (41 °C 1 200 m plus bas, en plaine). La différence de température avec la plaine, près de Mulhouse, évolue autour de 10 °C et parfois plus en été. En hiver, lors de conditions anticycloniques et de la formation de brouillard dans la plaine, le phénomène d'inversion thermique se produit à cette altitude. Il en résulte ainsi une température plus élevée sur le sommet que dans la plaine d'Alsace.
L'épaisseur du manteau neigeux est généralement supérieure à un mètre en hiver, couramment 1,50 m au-dessus de 1 350 mètres. Le meilleur enneigement, ou hauteur cumulée, est observé le 7 mars 2006, avec 3,70 mètres, les anciennes hauteurs remarquables, environ 3 mètres, dataient de 1969 et 1970.
Sur le versant nord-est, à une altitude d'environ 1 370 mètres, se trouve un névé ayant une persistance allant en moyenne jusqu'à fin-mai.
L'observation des conditions météo sur site peut se faire en temps réel ou mise à jour régulière, par caméra et par stations météos.

### Faune
L'inventaire du patrimoine naturel, de la faune et la flore a été réalisé sur la commune de Goldbach-Altenbach.

### Flore

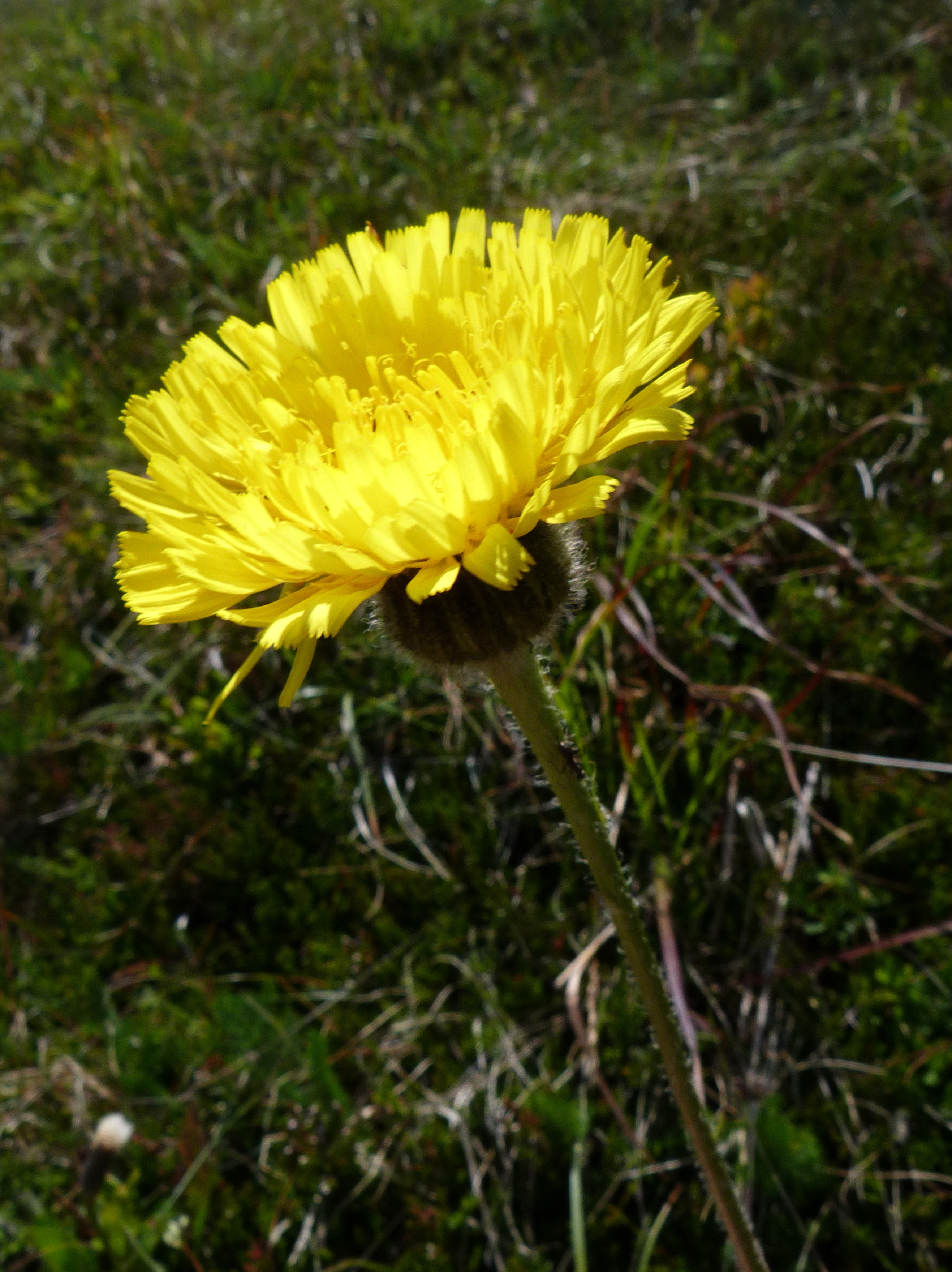
Porcelle à feuilles tachées (Hypochaeris maculata) au Grand Ballon.

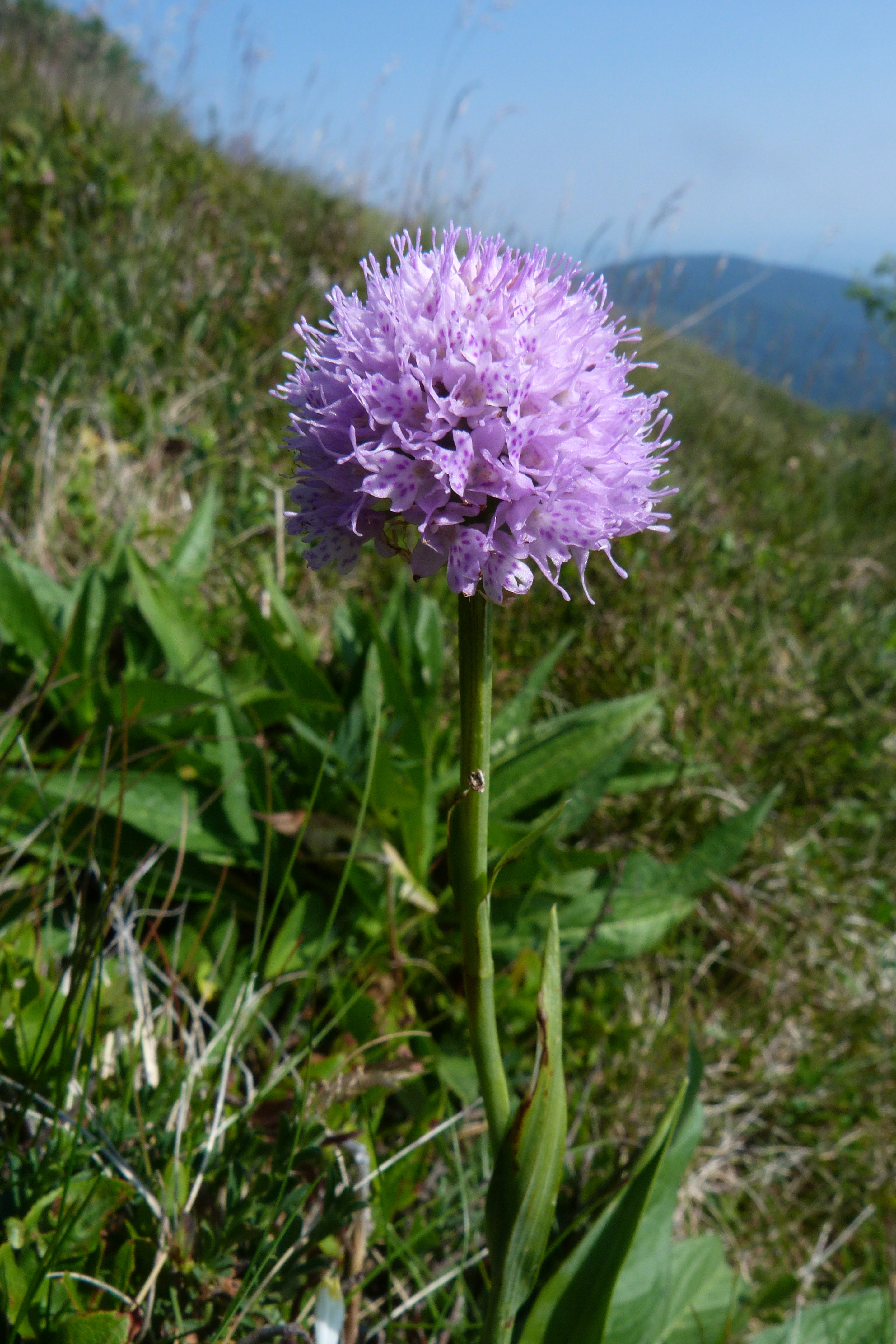
Orchis globuleux (Traunsteinera globosa) au Grand Ballon.

Au niveau de la flore, le secteur du Grand Ballon est l'un des plus intéressants du massif des Vosges, après le Hohneck, avec plus de 230 espèces recensées dont une vingtaine sont protégées.
Dernier étage forestier avant la chaume qui domine la partie sommitale, la hêtraie subalpine présente sur les contreforts du Grand Ballon abrite entre autres le sorbier des oiseleurs (Sorbus aucuparia), l'alisier blanc (Sorbus aria) et le sorbier de Mougeot (Sorbus mougeotii) dont la répartition est plus sporadique. On y trouve également le rosier des Alpes (Rosa pendulina), l'ail des cerfs (Allium victorialis) et l'épervière orangée (Hieracium aurantiacum).
La partie sommitale est dominée par une lande subalpine où fleurissent notamment la potentille de Crantz (Potentilla crantzii), l'œillet des Chartreux (Dianthus carthusianorum) ainsi que la gentiane des champs (Gentianella campestris). On note également la présence du trolle d'Europe sous sa forme naine (Trollius europaeus subsp. europaeus) et du myosotis des Alpes (Myosotis alpestris).
Sur les versants exposés au sud, on trouve une prairie appelée calamagrostidaie car dominée par une graminée, la calamagrostide, où fleurissent de nombreuses espèces remarquables telles que le lis martagon (Lilium martagon), l'arnica des montagnes (Arnica montana), la gentiane jaune (Gentiana lutea), la porcelle à feuilles tachées (Hypochoeris maculata) ou encore l'orchis globuleux (Traunsteinera globosa). Dans les pierriers et éboulis du versant sud, on note également la présence de l'allosore crépu (Cryptogramma crispa) et de l'androsace carnée (Androsace carnea), dernière station connue du massif.
Les mégaphorbiaies présentes dans le secteur abritent entre autres la laitue des Alpes (Cicerbita alpina), la mulgédie de Plumier (Cicerbita plumieri), le silène enflé (Silene vulgaris), l'épilobe en épi (Epilobium angustifolium), l'aconit napel (Aconitum napellus), l'aconit tue-loup (Aconitum vulparia), la digitale à grandes fleurs (Digitalis grandiflora) ainsi que la centaurée des montagnes (Centaurea montana) et quelques stations de centaurée des Alpes (Centaurea scabiosa subsp. alpestris).
Le versant nord abrite quant à lui plusieurs espèces d'orchidées dont l'orchis miel (Pseudorchis albida), l'orchis grenouille (Dactylorhiza viridis), l'orchis tacheté (Dactylorhiza maculata), le platanthère à fleurs vertes (Platanthera chlorantha) et le platanthère à deux feuilles (Platanthera bifolia). On y retrouve également la pulsatille d'Autriche (Pulsatilla alpina subsp. austriaca) et le maïanthème à deux feuilles (Maianthemum bifolium).

## Histoire

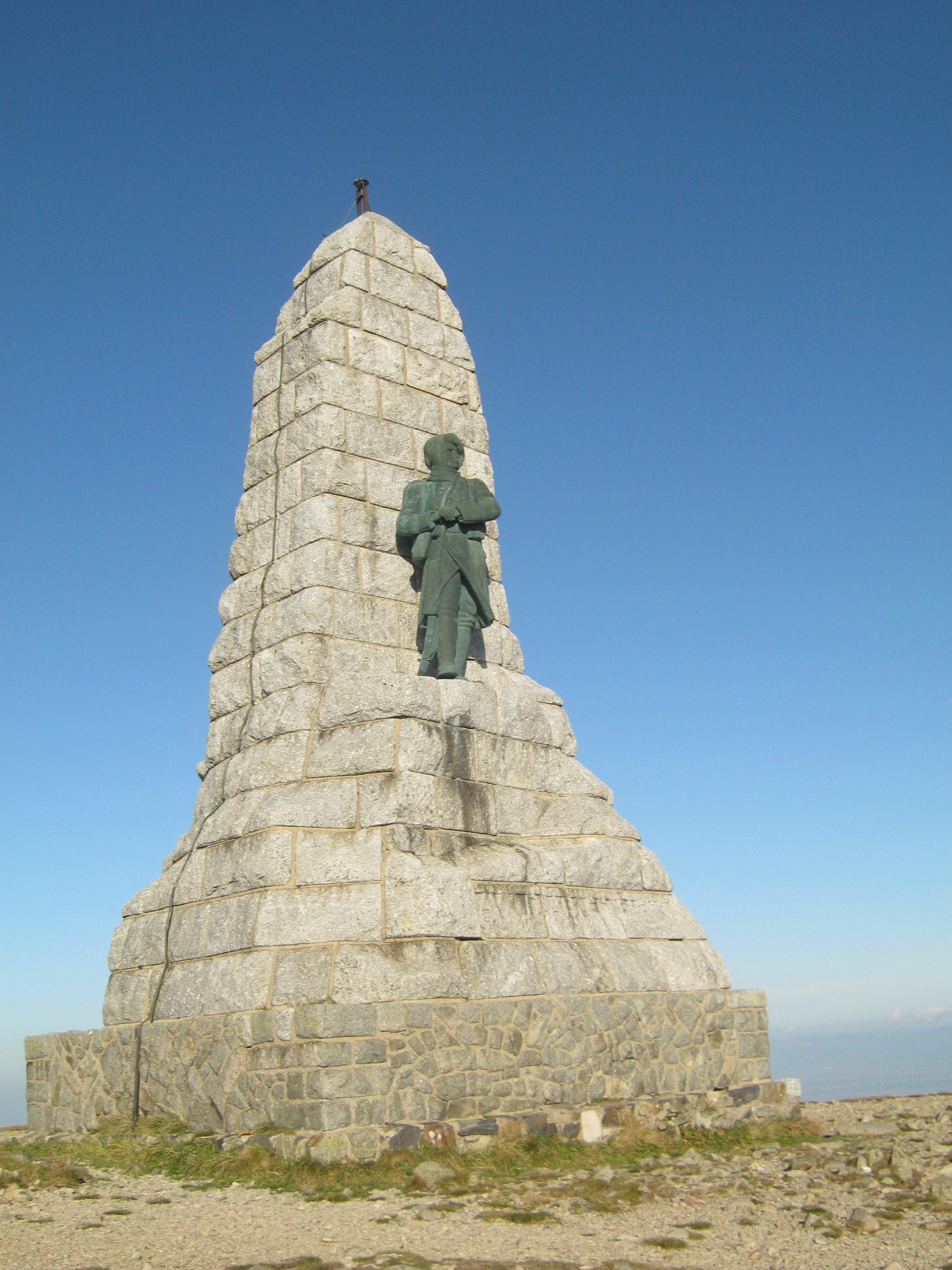
Le monument dédié aux Diables bleus.

Un monument aux Diables bleus de la Première Guerre mondiale, les Chasseurs alpins, a été érigé en 1927 (sculpteurs André Vermare et Paul Moreau-Vauthier) à l'instigation du Club alpin français et inauguré par Raymond Poincaré. Le site du champ de bataille du Vieil-Armand se situe à une dizaine de kilomètres vers le sud-est. Dépossédé de sa statue de bronze lors de la percée allemande de septembre 1940, il retrouva son état originel en octobre 1960, grâce au sculpteur Pierre Bouret.

## Activités

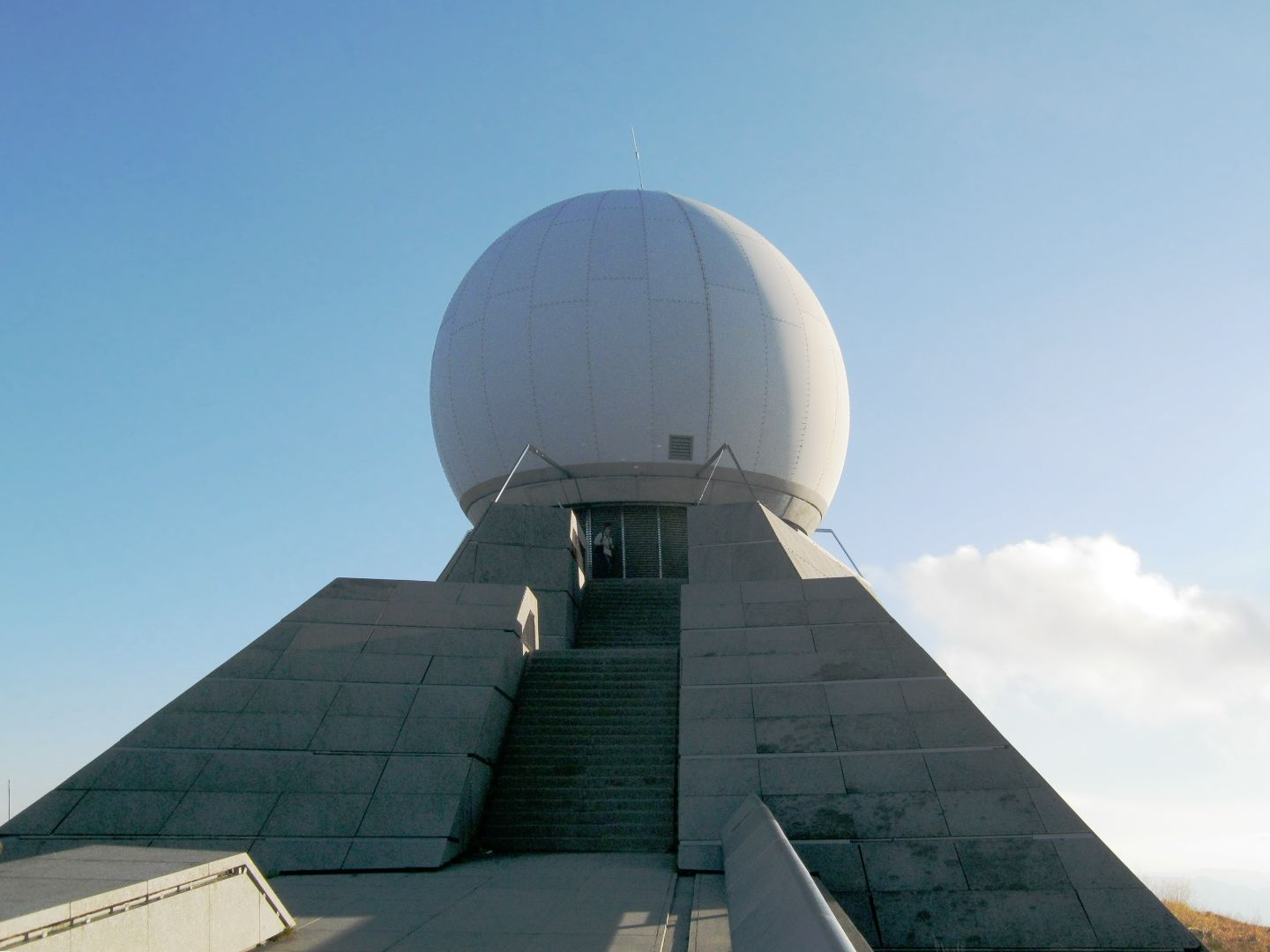
Le radar.

### Contrôle aérien
Le sommet est équipé depuis 1997 d'un radar secondaire de navigation aérienne servant à l'aviation civile. Mis en service le 19 juin 1998, ce radar à mono-impulsion est utilisé pour la gestion du trafic aérien du centre de contrôle régional de Reims ainsi qu'à l'approche des aéroports internationaux de Mulhouse et Strasbourg. Dessiné par Claude Vasconi, le bâtiment est entouré d'une plate-forme d'observation pour une emprise au sol totale de 1 100 m2.
L'antenne radar UHF est protégée du vent et des intempéries par un radôme blanc surmonté d'un paratonnerre. Le centre du radôme se trouve à l'altitude de 1 435,5 mètres et la table d'orientation qui l'entoure à 1 431 m. Depuis ce point la limite de visibilité théorique est de l'ordre de 120 km en direction du nord de la plaine d'Alsace. Sur le flanc est, un relais radioamateur est implanté à l'arrivée des remontées mécaniques. Le radar est situé sur le ban de la commune de Goldbach, retenue pour le dépôt du permis de construire.

### Tourisme
La montagne abrite une station de ski et de détente (ferme-auberge à 1 100 m, un restaurant à 1 342 m et l'hôtel-restaurant du Club vosgien, ouvert toute l'année, à 1 351 m). Depuis le sommet, une table d'orientation circulaire permet d'apercevoir au premier plan, en plaine, Mulhouse, Bâle, Fribourg-en-Brisgau, Colmar, puis en second plan la Forêt-Noire et les Jura suisse et français, et en arrière-plan, par conditions météo favorables, une vaste partie de la chaîne des Alpes, de l'Autriche et du Liechtenstein au mont Blanc.
Point de départ de nombreuses randonnées pédestres, le sommet du Grand Ballon est accessible par trois sentiers, à environ 15 minutes de marche à partir de la route des Crêtes. Le sentier de grande randonnée GR 5 qui relie la mer du Nord à la mer Méditerranée passe au Grand-Ballon. Il mène au Markstein d'un côté et descend vers Thann de l'autre.
En hiver (en présence de hautes pressions) et par inversion de température, la visibilité est particulièrement bonne, dès 800 à 900 mètres d'altitude.

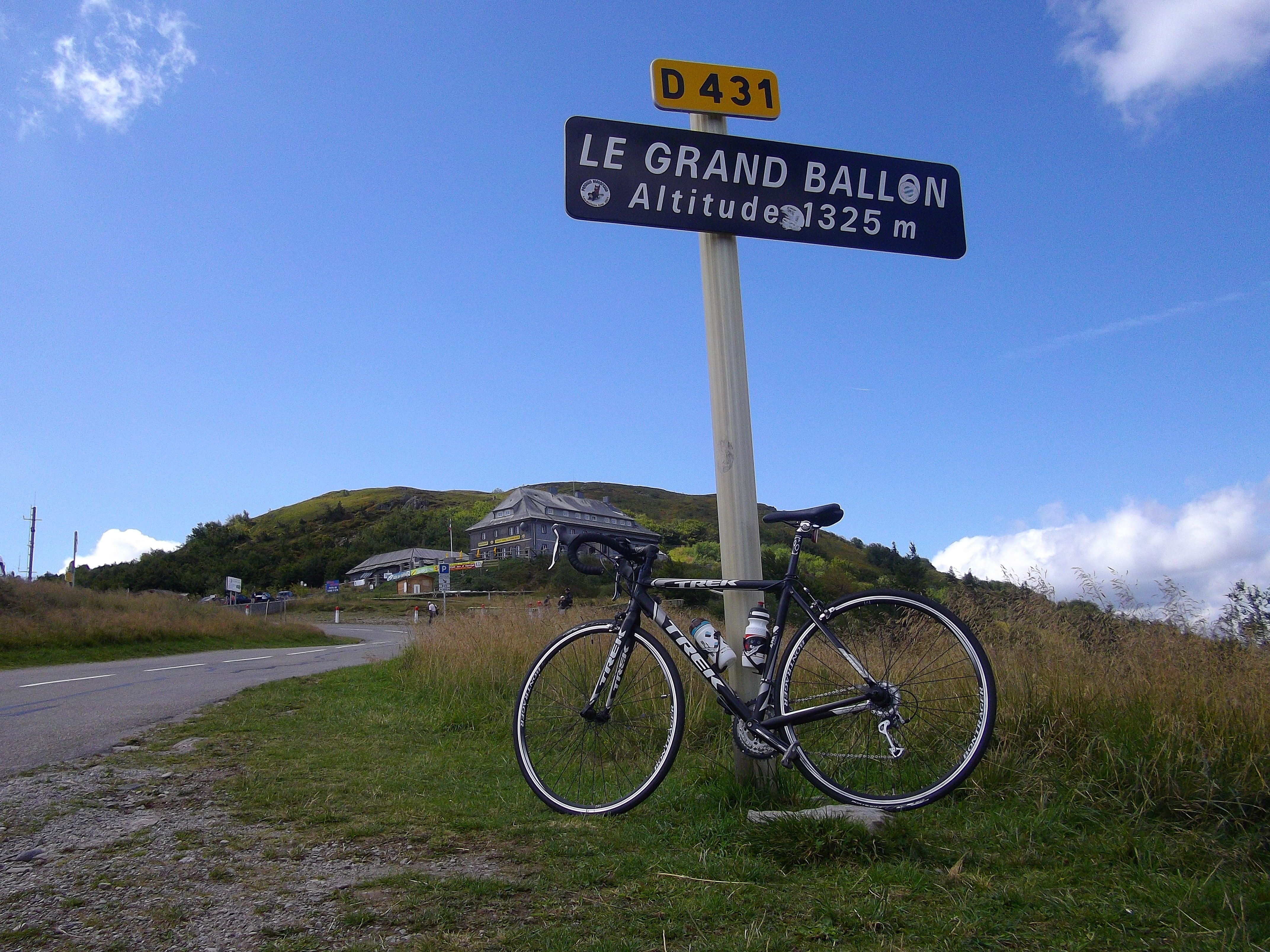
Le col à 1 325 mètres d'altitude.
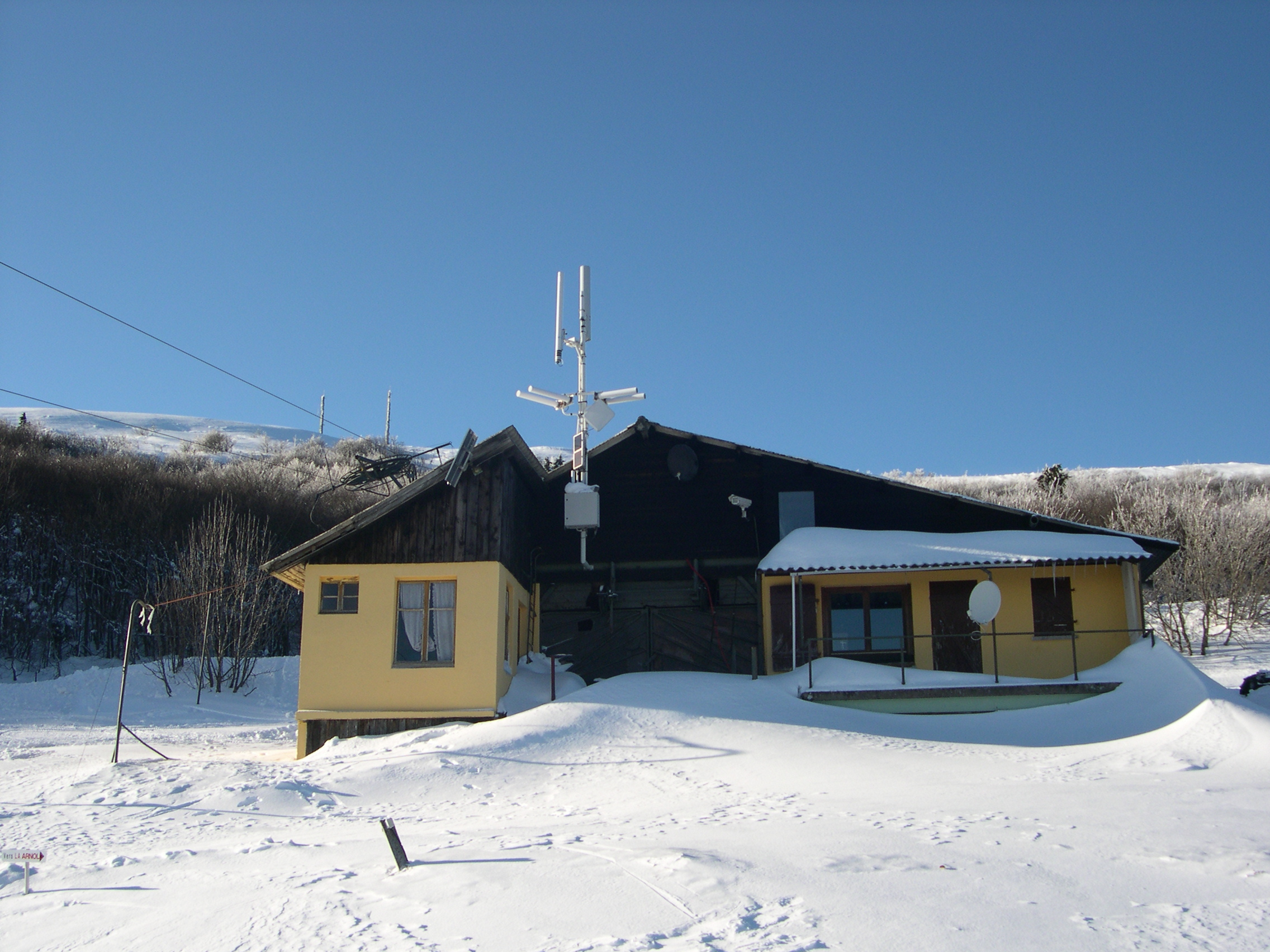
Le haut de la station de ski.
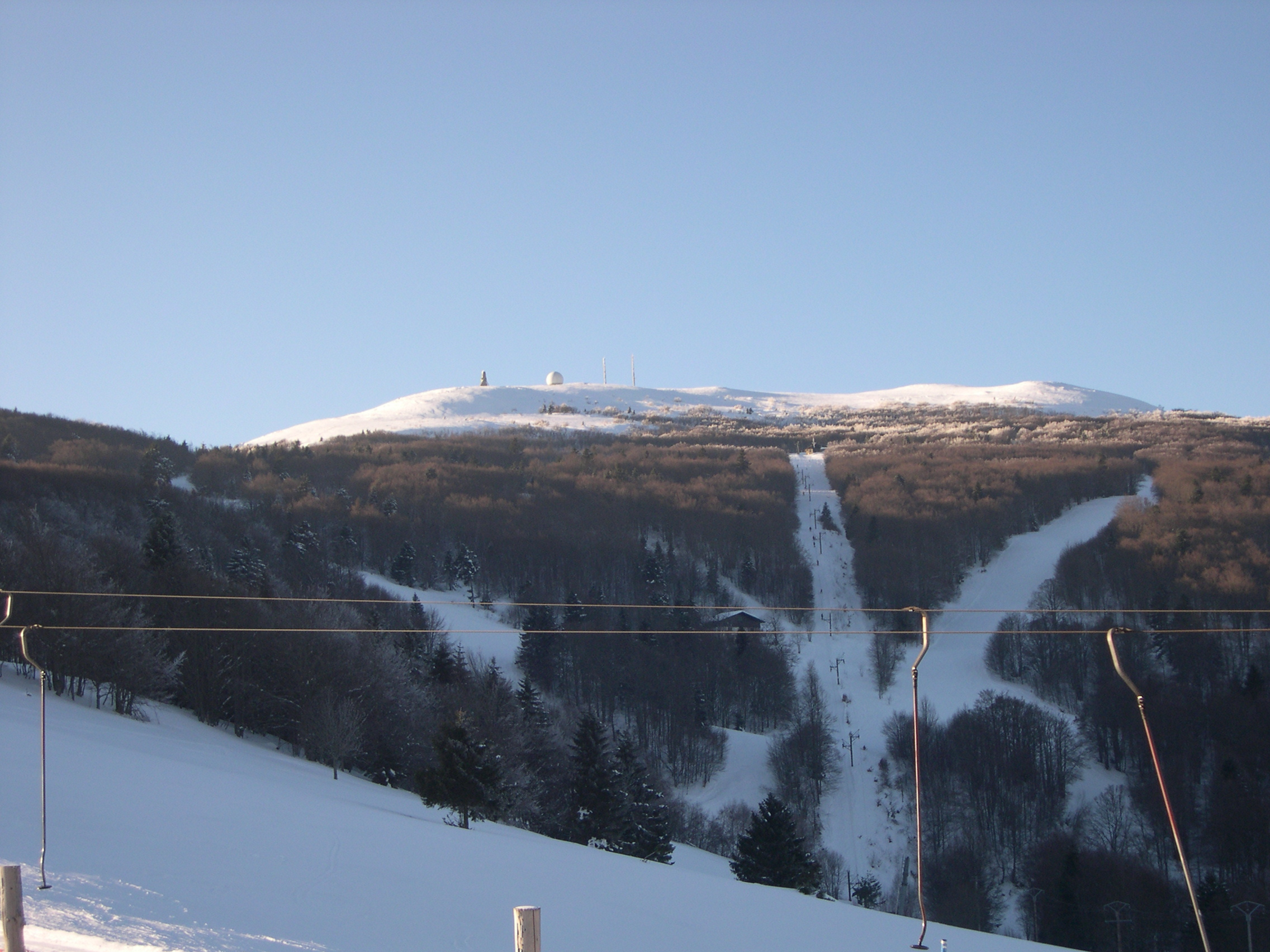
Aperçu du domaine de ski.